# Pascal Vidal
Pascal Vidal (né en 1949) est un acteur, scénariste et réalisateur français.

## Théâtre
- Au théâtre ce soir
  - Fric-Frac (Au théâtre ce soir)

## Filmographie
- 1972 : What a Flash! de Jean-Michel Barjol (acteur)
- 1972 : Absences répétées (assistant réalisateur)
- 1973 : L'Affaire Crazy Capo de Patrick Jamain (assistant réalisateur)
- 1973 : Le Feu aux lèvres de Pierre Kalfon (assistant réalisateur)
- 1975 : Le Triangle écorché (assistant réalisateur)
- 1979 : On efface tout (réalisateur)
- 1981 : Fifty-Fifty (réalisateur)